# Dobrače
Dobrače (cyr. Добраче) – wieś w Serbii, w okręgu zlatiborskim, w gminie Arilje. W 2011 roku liczyła 646 mieszkańców.